# Via Turonensis
Voie de Tours
La via Turonensis (ou voie de Tours) est le nom latin d'un des quatre chemins de France du pèlerinage de Saint-Jacques-de-Compostelle, le plus au nord. Elle part de la tour Saint-Jacques à Paris, puis traverse notamment Orléans ou Chartres, Tours, Poitiers, Saintes (variante par Angoulême), Bordeaux.
La via Turonensis et la via Lemovicensis se rejoignent à Saint-Palais. Trois kilomètres plus loin, à Uhart-Mixe, juste avant d'arriver à Ostabat, elles rejoignent la via Podiensis, à la stèle de Gibraltar (Xibaltarreko hilarria en basque).
Les trois chemins prennent alors le nom de Camino navarro et se prolongent jusqu'à Puente la Reina en Espagne, après le passage des Pyrénées et de la frontière par le col de Bentarte ou par Valcarlos, en amont du col de Roncevaux. Ils y retrouvent le Camino aragonés, prolongement espagnol de la via Tolosana, quatrième chemin venant de France. L'ensemble de ces quatre voies principales devient alors le Camino francés qui conduit jusqu'à Saint-Jacques-de-Compostelle en Galice.

## Historique et contexte des chemins de Compostelle

### Le Codex Calixtinius d'Aimery Picaud
D’après le Chapitre Premier du Guide du Pèlerin d’Aimery Picaud, quatre routes mènent à Saint-Jacques-de-Compostelle :
- la via Turonensis, au départ de Paris, en passant par Tours
- la via Lemovicensis, au départ de Vézelay, en passant par Limoges
- la via Podiensis, au départ du Puy-en-Velay, en passant par Cahors
- la via Tolosana, au départ d'Arles, en passant par Toulouse

Les trois premières voies se réunissent en amont d'Ostabat au carrefour de Gibraltar, puis traversent les Pyrénées par le col de Roncevaux en prenant le nom de Camino navarro. Elles rencontrent à Puente la Reina, en territoire espagnol, la quatrième voie qui a franchi les Pyrénées plus à l'est par le col du Somport. De là, un itinéraire principal conduit à Saint-Jacques : le Camino francés.
Les renseignements du Guide du Pèlerin sont bien sommaires ; à chacun de faire son chemin. De nos jours, le balisage permet une meilleure préparation du voyage.

### Description générale historique
Dans le chapitre premier de son Guide du Pèlerin (XIIe siècle), Aimery Picaud décrit ainsi ce qui est nommé aujourd'hui la via Turonensis :
 « Il y a quatre routes qui, menant à Saint-Jacques, se réunissent en une seule à Puente la Reina, en territoire espagnol ; [… … …], une autre encore passe par Saint-Martin de Tours, Saint-Hilaire de Poitiers, Saint-Jean-d'Angély, Saint-Eutrope de Saintes et la ville de Bordeaux. » 
Passant par Paris, le « grand chemin de Saint-Jacques » est le seul itinéraire contemporain mentionné par des récits de pèlerins de Saint-Jacques (ou jacquets) venus du nord et du nord-est de l'Europe, il gagnait, par Orléans ou Chartres, le célèbre sanctuaire de Saint-Martin de Tours qui lui valut le nom de via Turonensis.
Offerte par l'Espagne, une plaque apposée en 1965 sur la tour Saint-Jacques, seul vestige de l’église médiévale Saint-Jacques-La-Boucherie à Paris, affirme que des millions de pèlerins en sont partis en direction de Saint-Jacques-de-Compostelle. Mais aucun historien sérieux n'a jamais pu confirmer cette affirmation.
Après le Poitou, aimé d'Aimery Picaud, et les merveilles romanes des églises de Saintonge, les héros épiques reprenaient vie aux sanctuaires de Bordeaux, Blaye et Belin, donnant aux jacquets la force d'affronter l'aride traversée des Landes et les hauteurs du col de Roncevaux, pour atteindre enfin la terre de l'apôtre Jacques et rejoindre, via Pampelune, le Camino francés à Puente la Reina.

## Les itinéraires actuels
Il existe plusieurs itinéraires permettant d'atteindre, au départ de Paris, le Camino navarro à Ostabat, puis le Camino francés pour atteindre enfin Saint-Jacques-de-Compostelle en Galice.
Aucun de ces itinéraires ne peut prétendre être complètement historique, dans la mesure où les chemins ont varié au cours du temps, certains de ceux-ci étant devenus des voies impraticables aux piétons.
Des itinéraires à vocation touristique et sportive sont proposés par la Fédération française de randonnée pédestre (FFRP) dans le sentier de grande randonnée GR 655, balisé sur le terrain mais pour lequel il n'existait pas encore de livret descriptif en 2012.
Des itinéraires plus directs sont proposés par les guides des éditions Lepère et par diverses associations jacquaires.
De nombreuses variantes, parfois ponctuelles ou d'autres fois plus substantielles, sont possibles à différents niveaux d'avancement du trajet.

### Itinéraires directs
Les principaux jalons ou étapes qui se retrouvent dans la plupart des itinéraires directs sont mentionnés ci-après.

#### Paris

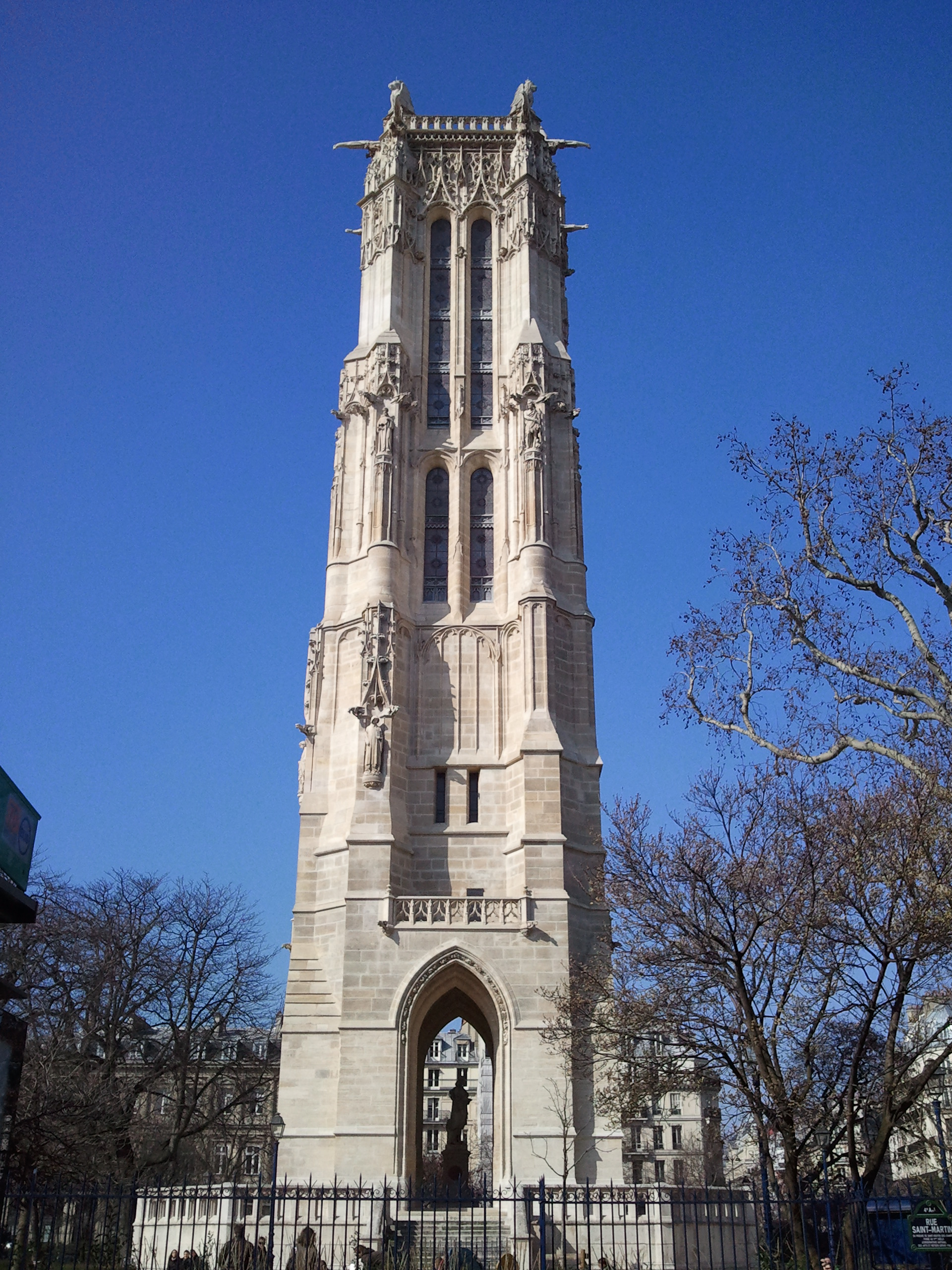
Paris, la tour Saint-Jacques

- km 1747 : Tour Saint-Jacques (square de la tour Saint-Jacques dans le quartier Saint-Merri du 4e arrondissement).

Le point de départ se situe au niveau de la tour Saint-Jacques, vestige de l’église médiévale Saint-Jacques-La-Boucherie. L'itinéraire traverse la Seine par le pont au Change, passe par l'Île de la Cité en laissant à gauche la cathédrale Notre-Dame de Paris, traverse à nouveau la Seine par le pont Saint-Michel, récupère vers l'ouest la rue du Petit-Pont qui devient plus loin la rue Saint-Jacques, passe par l'église Saint-Jacques-du-Haut-Pas, puis rejoint la porte d'Orléans soit par la rue de la Tombe-Issoire et la rue du Père-Corentin, soit par le boulevard Arago, la place Denfert-Rochereau et l'avenue du Général-Leclerc.

#### Hauts-de-Seine
- km 1743 : Montrouge
- Bagneux
- Bourg-la-Reine
- Sceaux
- Antony

#### Essonne
- km 1728 : Massy
- Champlan
- Saulx-les-Chartreux
- La Ville-du-Bois
- Montlhéry
- Longpont-sur-Orge
- Linas
- Leuville-sur-Orge
- Saint-Germain-les-Arpajon
- Arpajon
- Boissy-sous-Saint-Yon
- Saint-Sulpice-de-Favières
- Chauffour-lès-Étréchy
- Étréchy
- Étampes, l'église Saint-Gilles, la collégiale Notre-Dame du Fort et la tour Guinette.
- Ormoy-la-Rivière
- Guillerval
- Monnerville
- Angerville, l'église Saint-Germain de Dommerville et la chapelle Villeneuve

#### Eure-et-Loir
- km 1644 : Rouvray-Saint-Denis
- Oinville-Saint-Liphard
- Toury

#### Loiret

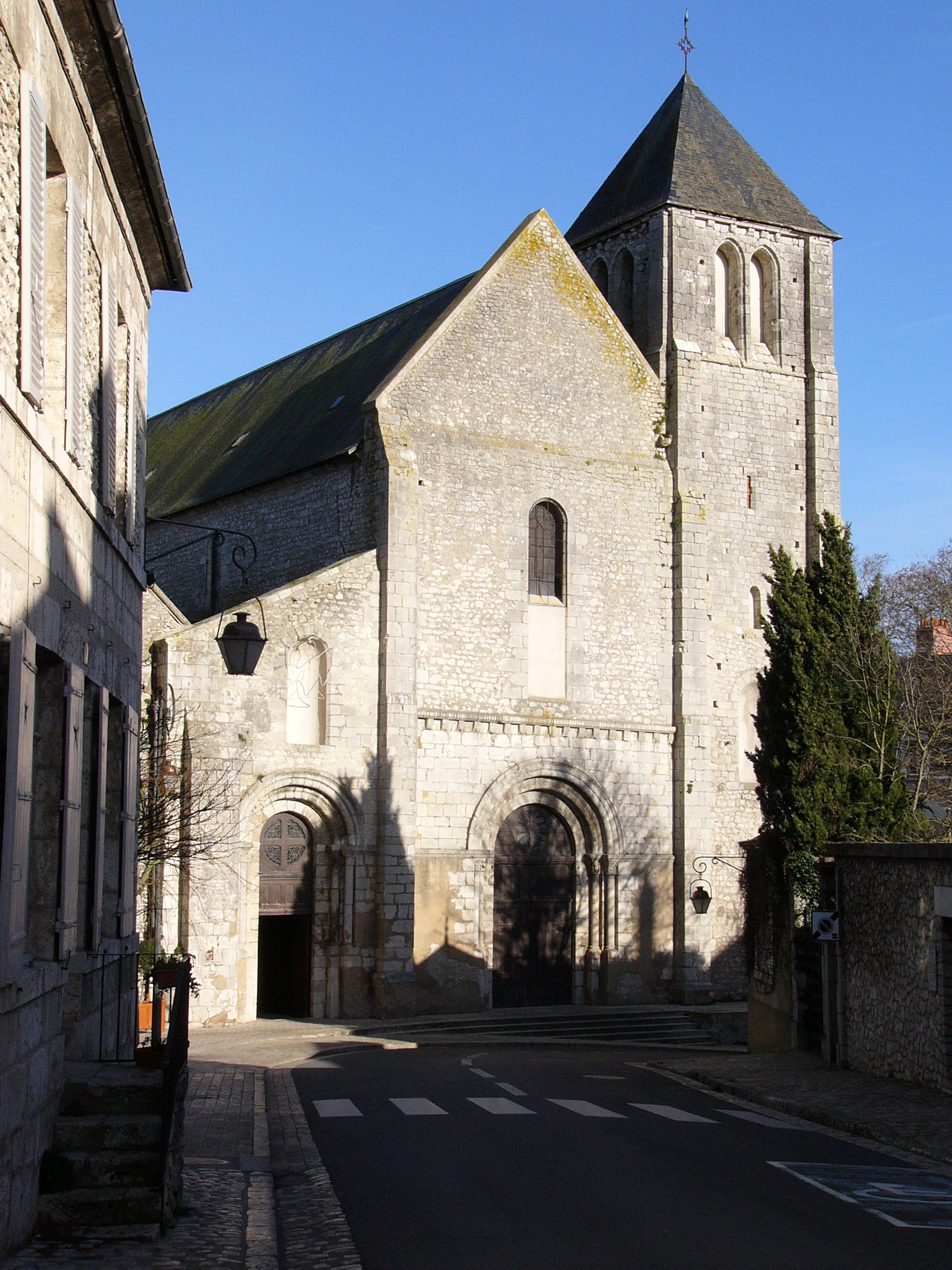
Beaugency, l'abbatiale Notre-Dame

- km 1629 : Tivernon
- Ruan, Assas
- Artenay
- Chevilly
- Gidy
- Saran

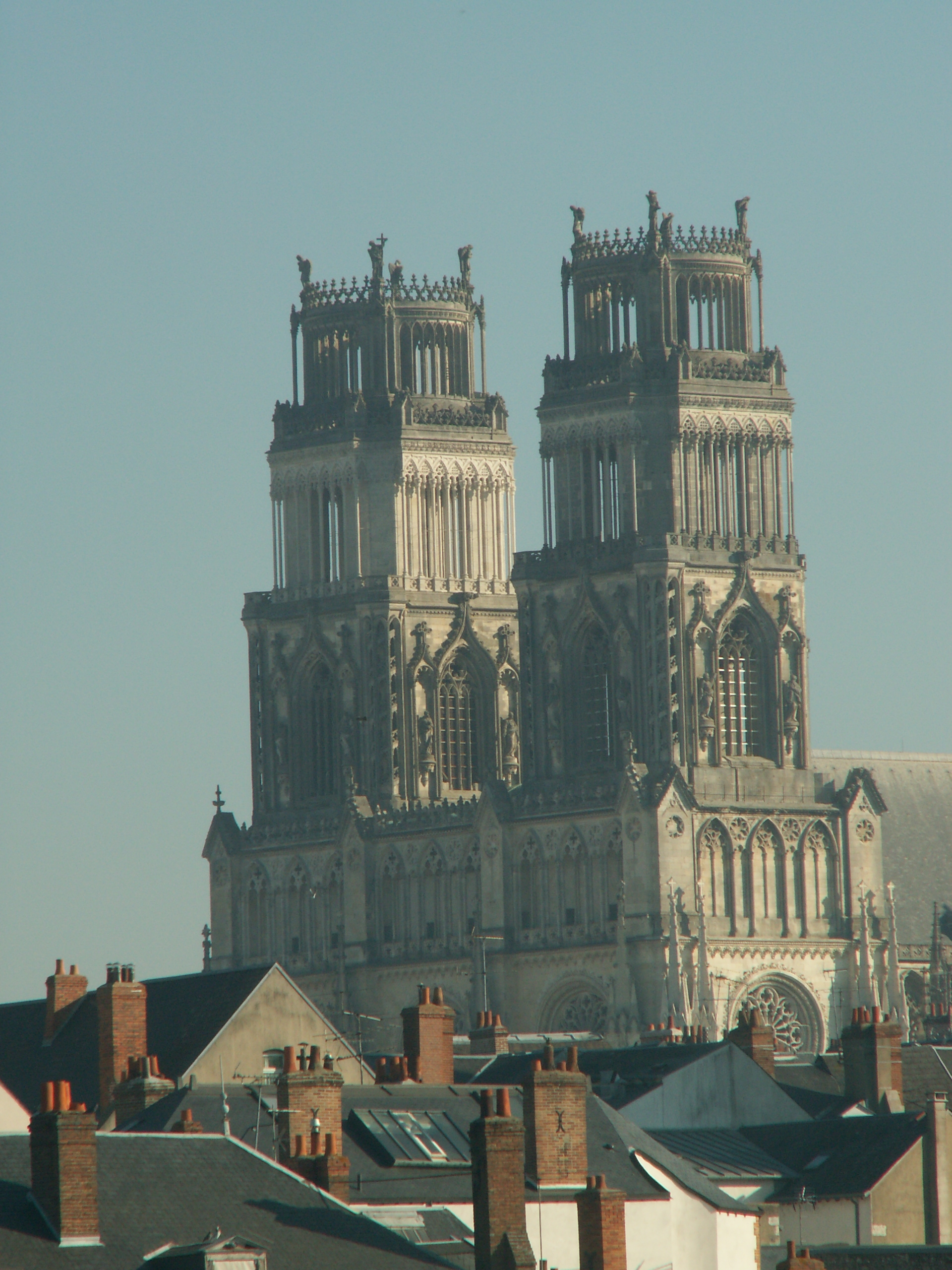
Cathédrale Sainte-Croix d'Orléans

- Orléans, la cathédrale Sainte-Croix (départ d'une variante rive droite jusqu'à Blois via Beaugency)

- Saint-Pryvé-Saint-Mesmin
- Saint-Hilaire-Saint-Mesmin
- Mareau-aux-Prés

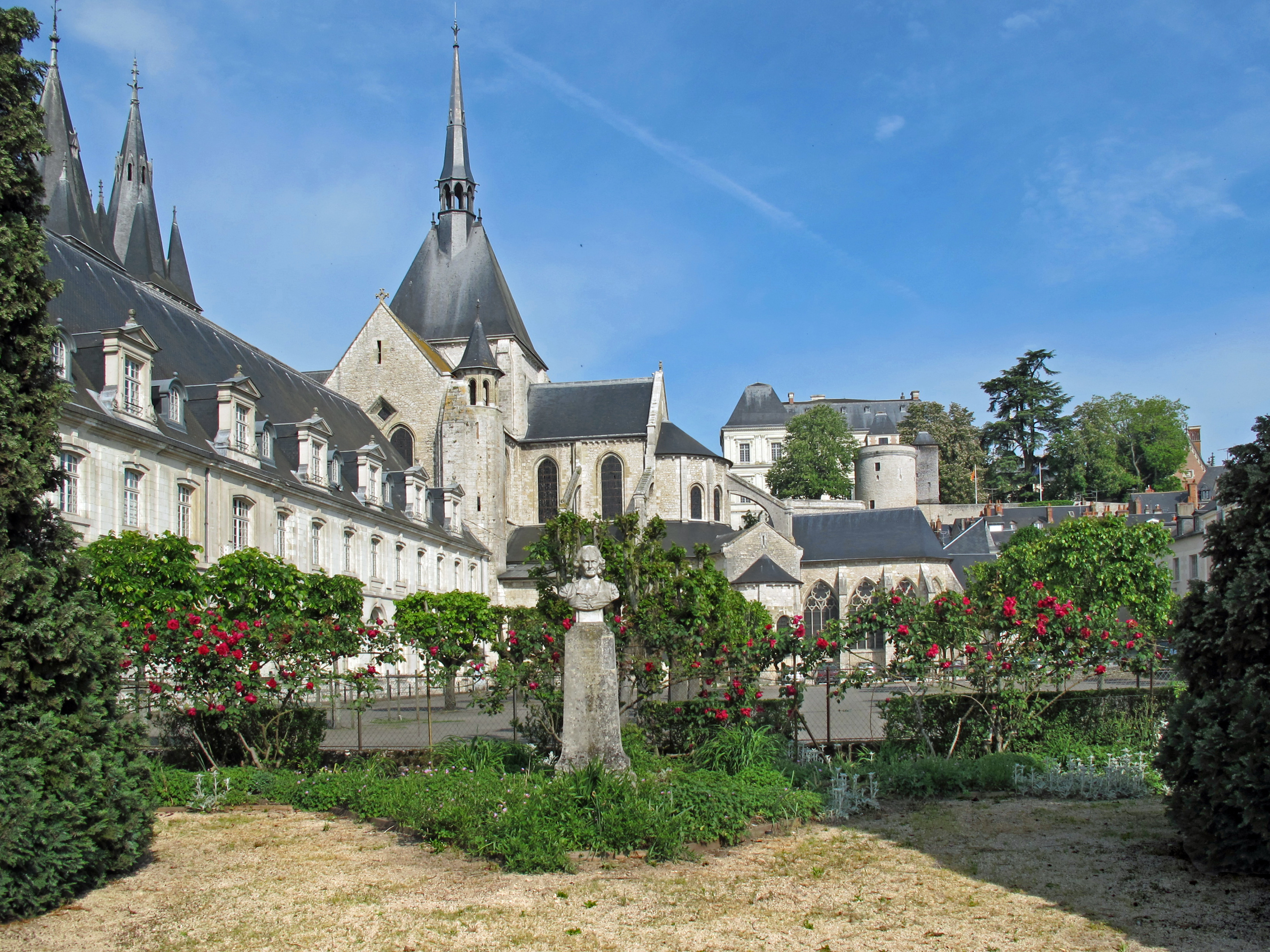
Abbaye Saint-Laumer, Église Saint-Nicolas et Château de Blois

- Cléry-Saint-André, la basilique Notre-Dame
- Dry
- Lailly-en-Val

#### Loir-et-Cher
- km 1562 : Saint-Laurent-Nouan
- Muides-sur-Loire
- Saint-Dyé-sur-Loire
- Maslives
- Montlivault
- Saint-Claude-de-Diray
- Vineuil
- Blois, le Château de Blois (arrivée d'une variante rive droite depuis Orléans via Beaugency)
- Chailles
- Candé-sur-Beuvron
- Chaumont-sur-Loire
- Rilly-sur-Loire

#### Indre-et-Loire

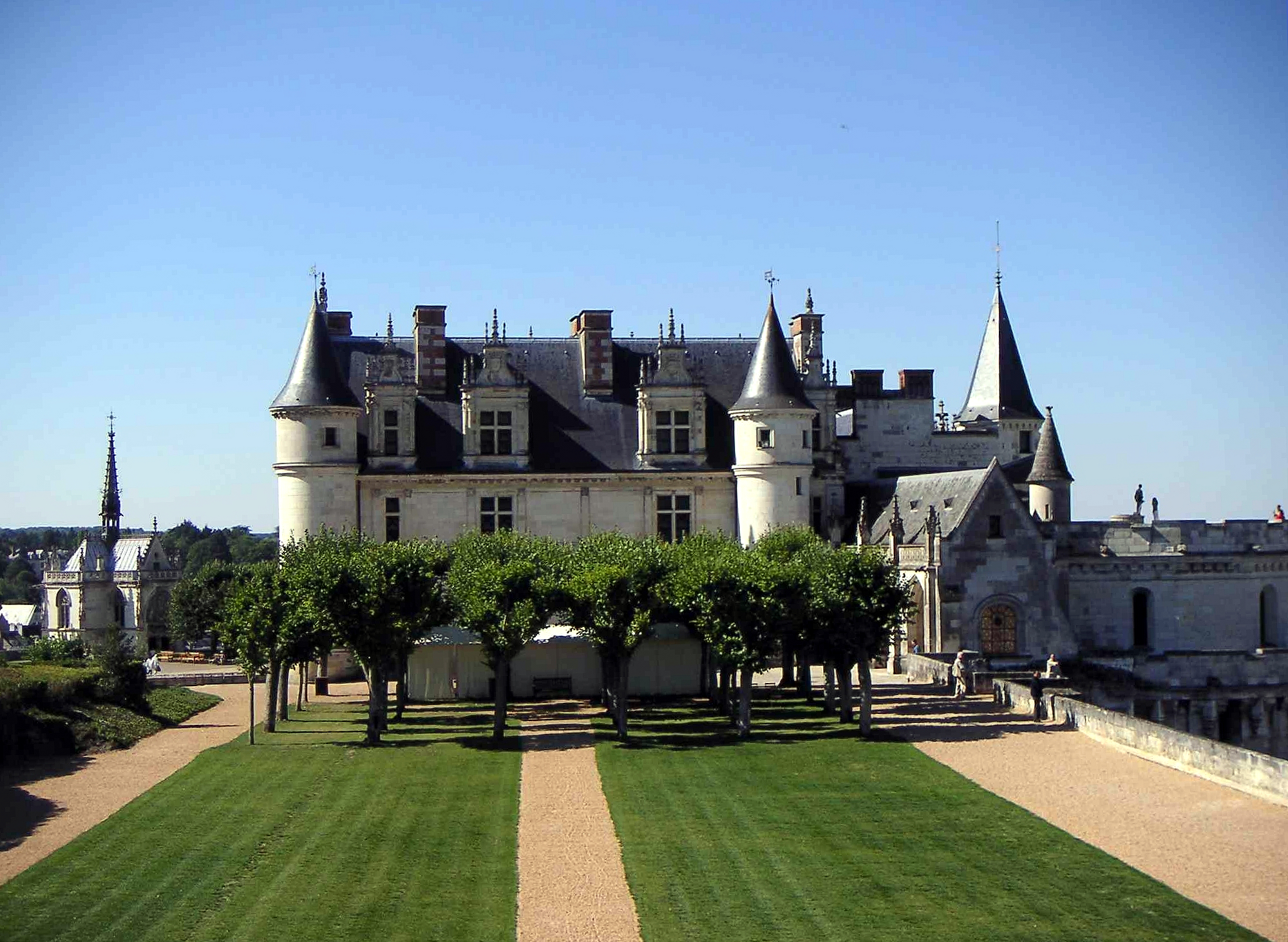
Château Royal d'Amboise

- km 1494 : Mosnes, château de La Barre
- Chargé
- Amboise, l’église Saint-Florentin, la chapelle Saint-Hubert et le château royal
- Lussault-sur-Loire, Ormeau-Vigneau
- Montlouis-sur-Loire, le château de la Bourdaisière (conservatoire de la tomate)
- Vouvray
- Rochecorbon, Abbaye de Marmoutier
- Tours, la cathédrale Saint-Gatien, le Cloître de la Psalette, le palais de l'ancien archevêché, les vestiges de la basilique Saint-Martin et la Tour Charlemagne (arrivée de la variante de Chartres).
- Saint-Avertin
- Chambray-lès-Tours
- Veigné
- Montbazon (Forteresse du faucon noir, Foulques Nerra)
- Sorigny, Les Carrois, Les Bondis
- Sainte-Catherine-de-Fierbois, aumônerie
- Sainte-Maure-de-Touraine, l’église Sainte-Maure et l’ancien château des Rohan
- Draché
- La Celle-Saint-Avant

#### Vienne
- km 1388 : Port-de-Piles
- Les Ormes
- Dangé-Saint-Romain
- Ingrandes, Saint-Ustre
- Châtellerault, l’église Saint-Jacques et le pont Henri IV
- Cenon-sur-Vienne
- Fontaine
- Poitiers : l'église Saint-Hilaire le Grand, la cathédrale Saint-Pierre, l’église Notre-Dame la Grande, le Baptistère Saint-Jean, l'église Sainte-Radegonde
- Chaumont
- Fontaine-le-Comte, son abbaye

- Coulombiers
- La Verrerie

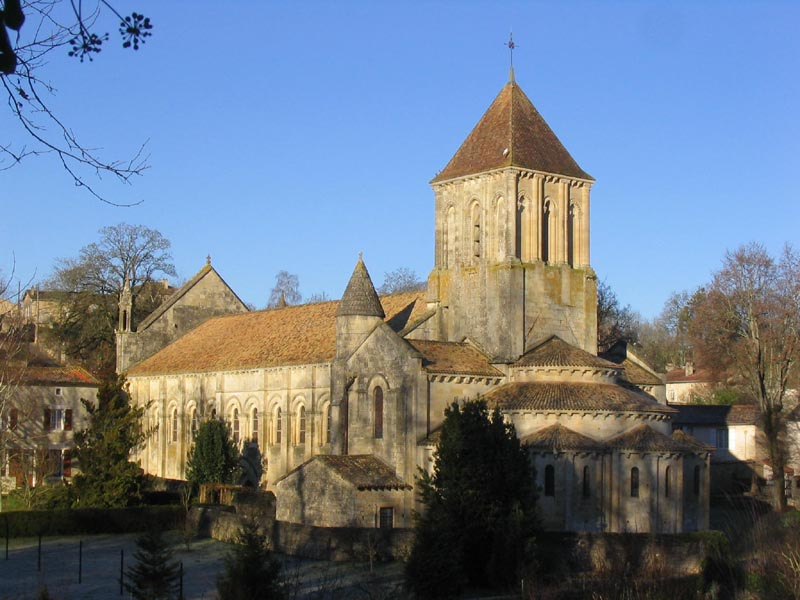
Église Saint-Hilaire de Melle

- Lusignan, l'église Notre-Dame-et-Saint-Junien
- Saint-Sauvant, temple et église Saint-Sylvain

#### Deux-Sèvres
- km 1281 : Chenay, l’église Notre-Dame
- Sepvret,
- La Martinière
- Melle, l'église Saint-Hilaire, l’église Saint-Savinien et l’église Saint-Pierre
- Trappe,
- La Torserie,
- Brioux-sur-Boutonne,
- Villefollet,
- Villiers-sur-Chizé,

#### Charente-Maritime
- km 1237 : La Villedieu
- Aulnay : l'église Saint-Pierre
- Paillé
- Les Églises-d'Argenteuil : l'église Saint-Vivien

- Courcelles

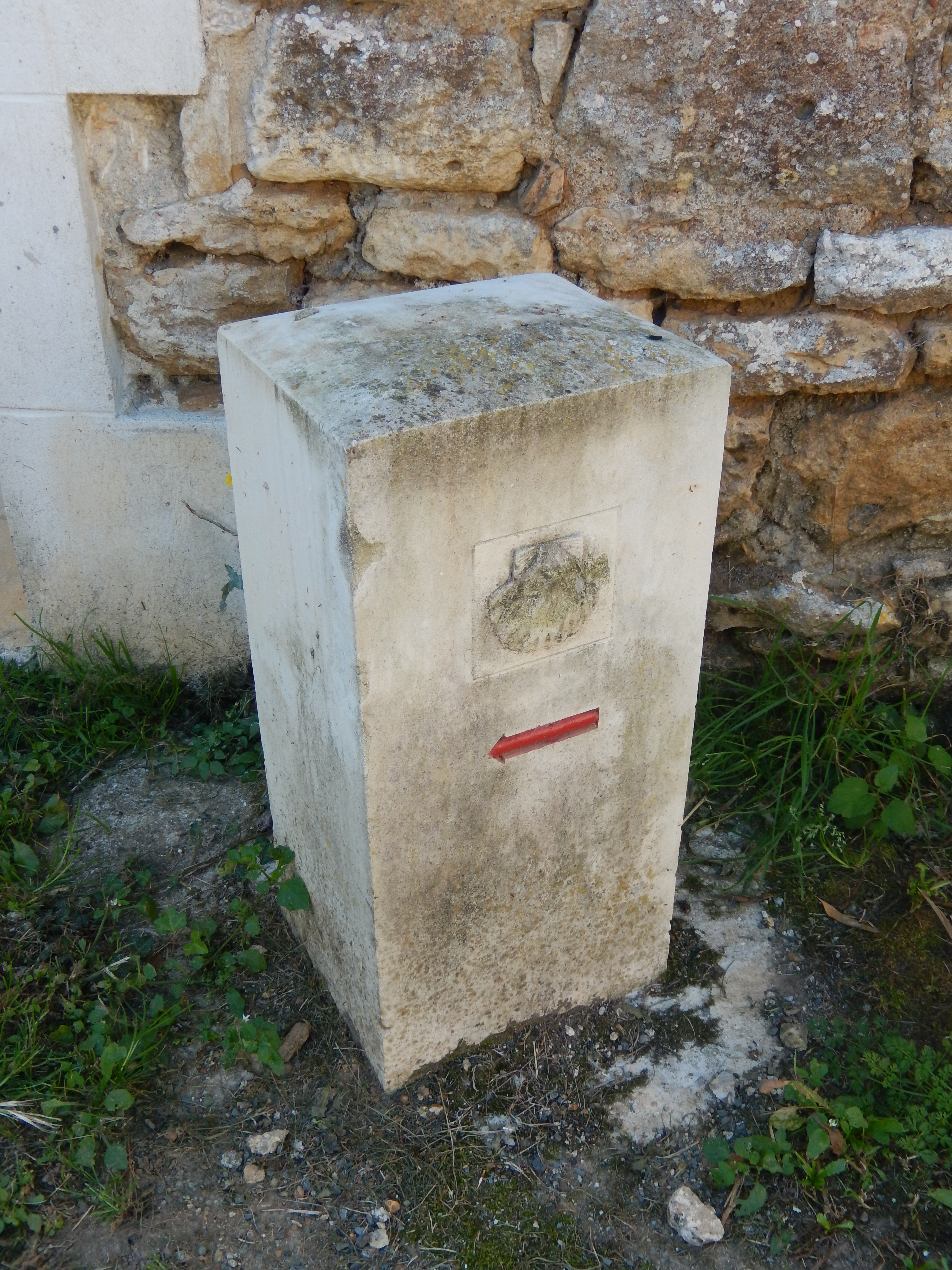
Une borne jalonnant la Via Turonensis, aux alentours de Juicq.

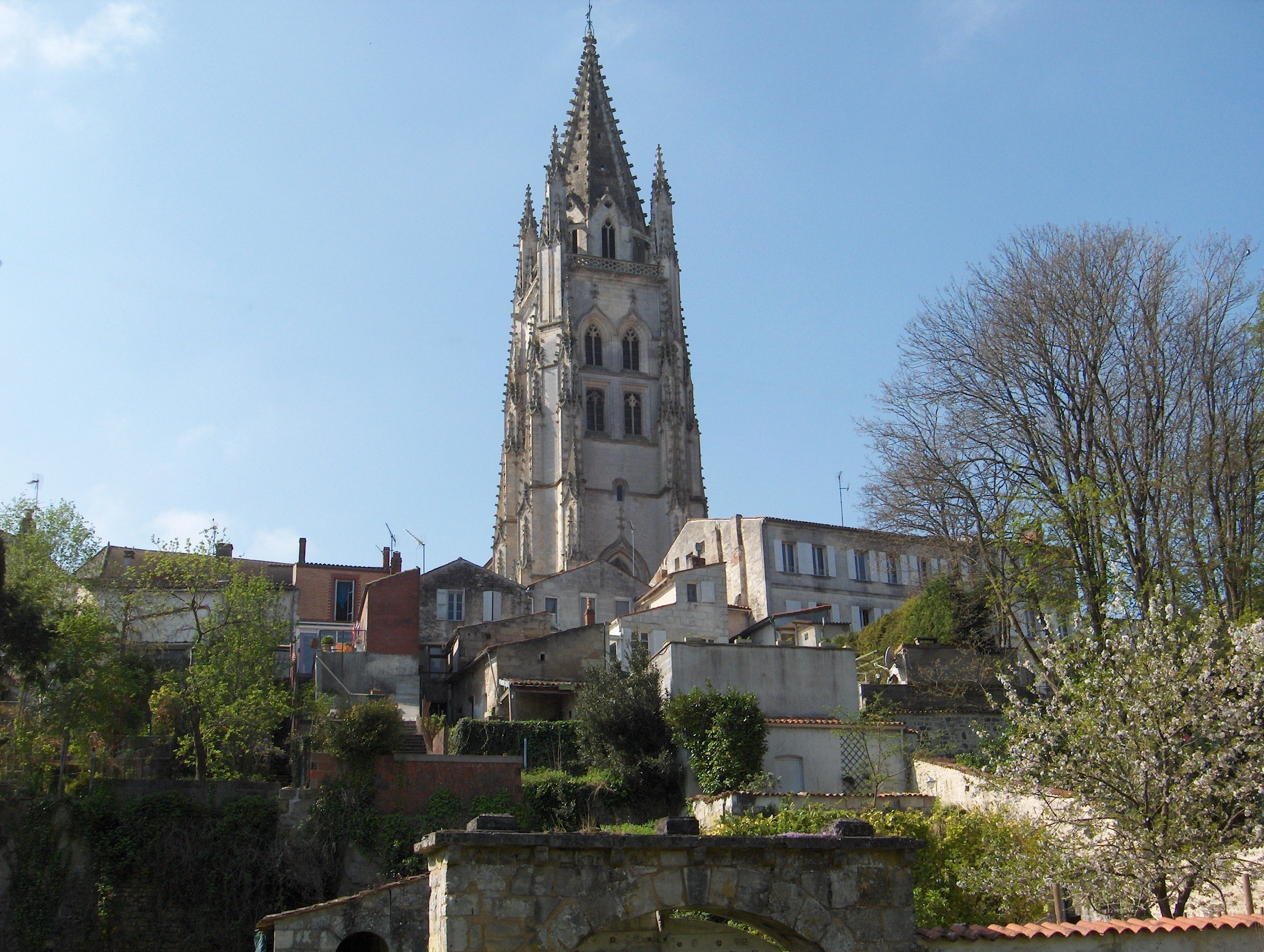
La basilique Saint-Eutrope de Saintes.

- Saint-Jean-d'Angély : l'abbaye royale de Saint-Jean-d'Angély
- Fenioux : l'église Notre-Dame-de-l'Assomption
- La Frédière : l'église Saint-Hilaire
- Juicq : l'église Saint-Pierre
- Le Douhet : l'église Saint-Martial
- Fontcouverte,
- Saintes : la basilique Saint-Eutrope, la cathédrale Saint-Pierre, l'abbaye aux Dames. (Depuis Saintes, une variante part en direction de Talmont-sur-Gironde. De là, le pèlerin peut choisir de traverser l'estuaire et de poursuivre par la Voie de Soulac ou de poursuivre vers Bordeaux en longeant l'estuaire de la Gironde).

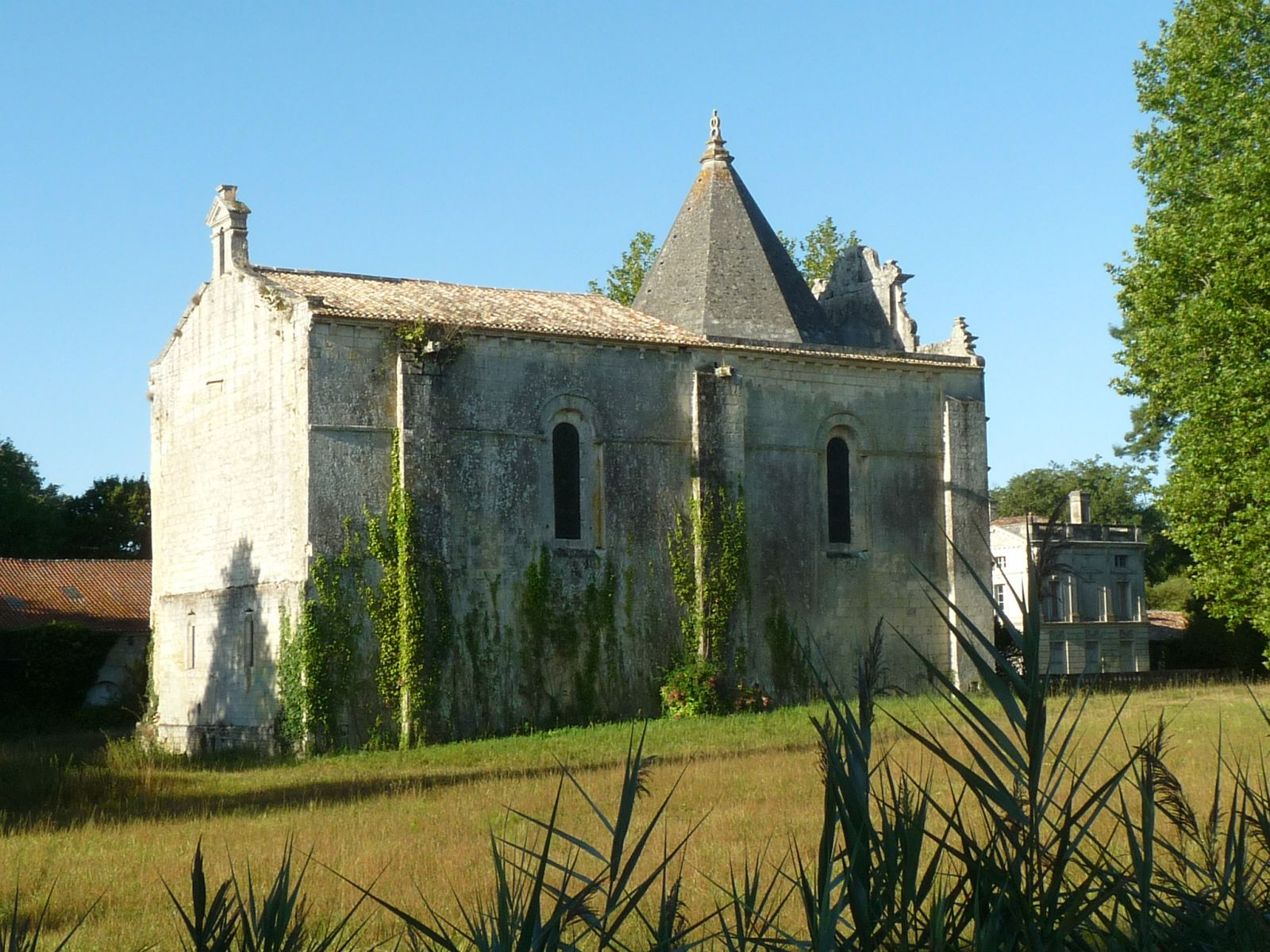
Chapelle de la Tenaille.

- Berneuil (hors chemin), l'église Notre-Dame
- Préguillac : l'église Saint-Eulalie
- Saint-Léger (hors chemin) : l'église Saint-Léger, Boissouchaud
- Pons : l'église Saint-Vivien, l'hôpital des pèlerins, l'église Saint-Martin et la chapelle Saint-Gilles
- Belluire : l'église Saint-Jacques
- Saint-Genis-de-Saintonge
- Plassac (hors chemin) : l'église Saint-Laurent
- Abbaye de La Tenaille
- Mirambeau : l'église Saint-Martin de Petit-Niort

#### Gironde[3]
- km 1112 : Pleine-Selve, l'abbaye Sainte-Marie-Madeleine
- Saint-Palais,
- Les Babinots
- Saint-Aubin-de-Blaye

- La Lande,
- Étauliers,
- Le Pontet,
- Saint-Seurin-de-Cursac,

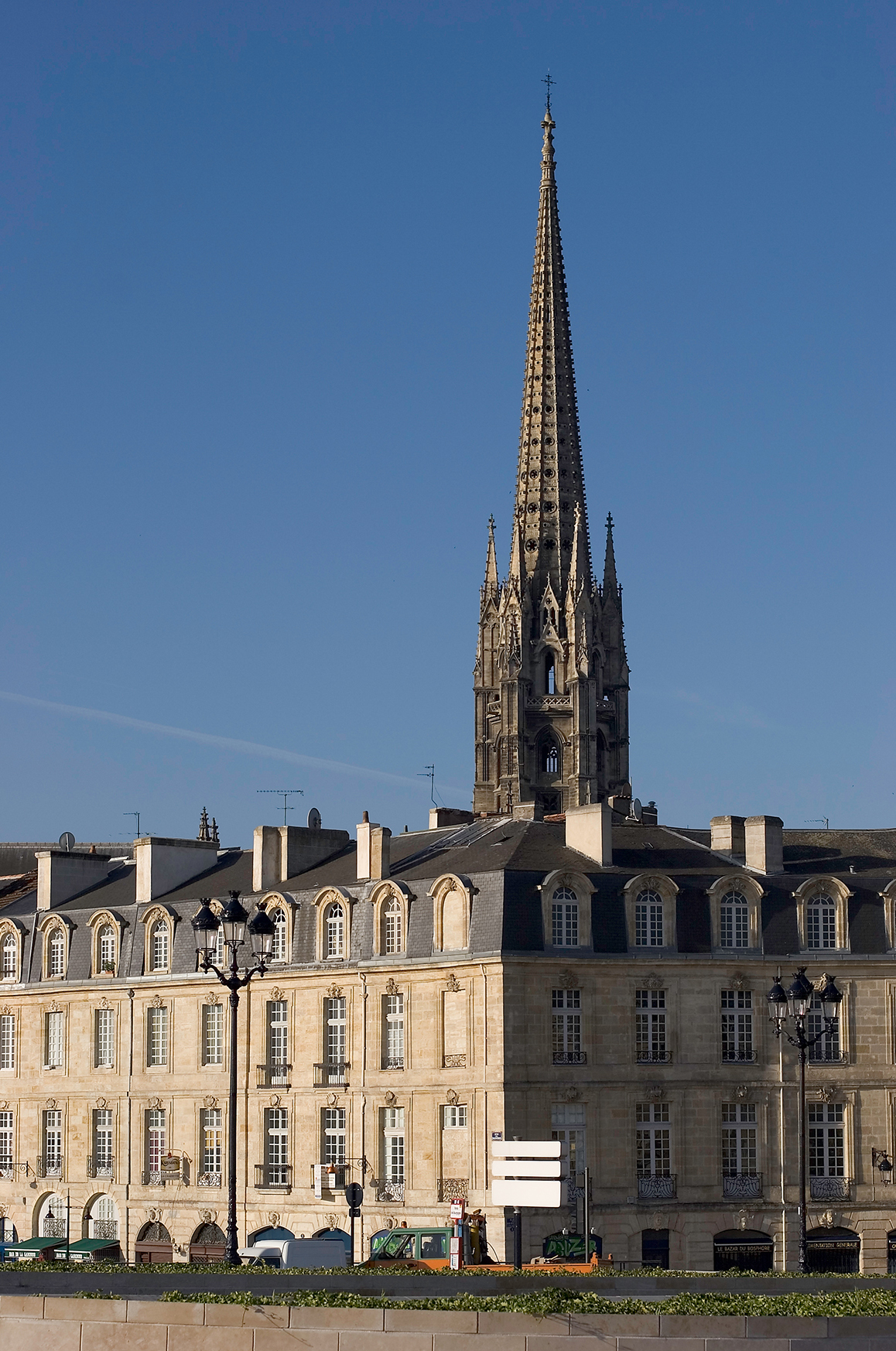
Bordeaux, la basilique Saint-Michel

- Saint-Martin-Lacaussade, l'église et l'hôpital Saint-Martin
- Blaye, la basilique Saint-Romain et l'hôpital Saint-Nicolas (départ variante par rive gauche Gironde)
- Bourg-sur-Gironde, l'église Saint-Giron, la chapelle Saint-Jacques, l'hôpital Saint-Lazare
- Ambès, la chapelle Saint-Jacques (hors trajet)
- La Sauve, l'abbaye de La Sauve-Majeure
- Langoiran, le prieuré-hôpital Saint-Germain (dépendant de l'abbaye bénédictine Saint-Étienne-de-Vaux, en Saintonge) HORS TRAJET
- Carbon-Blanc, l'abbaye de Bonlieu (propriété privée SANS visite !)
- Lormont, l'église Saint-Martin et l'ermitage Sainte-Catherine (espace vert)
- Bordeaux, la cathédrale Saint-André, l’église Saint-Pierre, la basilique Saint-Michel, l’abbaye Sainte-Croix, la basilique Saint-Seurin, l'église Sainte-Eulalie et l'hôpital Saint-James (qui n'existe plus) ; arrivée variante depuis Blaye par rive gauche de la Garonne.
- Gradignan, le prieuré de Cayac
- Canéjan, l'hôpital Saint-Jean de Camparian (hors chemin)
- Cestas, l’église Saint-André et la chapelle de Toctoucau (hors chemin)
- Peyon (hameau de la commune de Saucats)
- Le Barp, l'église et l’ancien hôpital Saint-Jacques
- Belin-Béliet, les prieurés de l'Hospitalet et de Saint-Pierre-de-Mons
- Mons (hameau de la commune de Belin-Béliet)

#### Landes
- km 958 : Saugnacq-et-Muret et sa chapelle
- Moustey, l’église Saint Martin et l'église Notre-Dame
- Pissos, Église Saint-Jean-Baptiste de Richet
- Labouheyre, Église Saint-Jacques de Labouheyre
- Escource
- Onesse-et-Laharie

- Lesperon
- Taller
- Gourbera

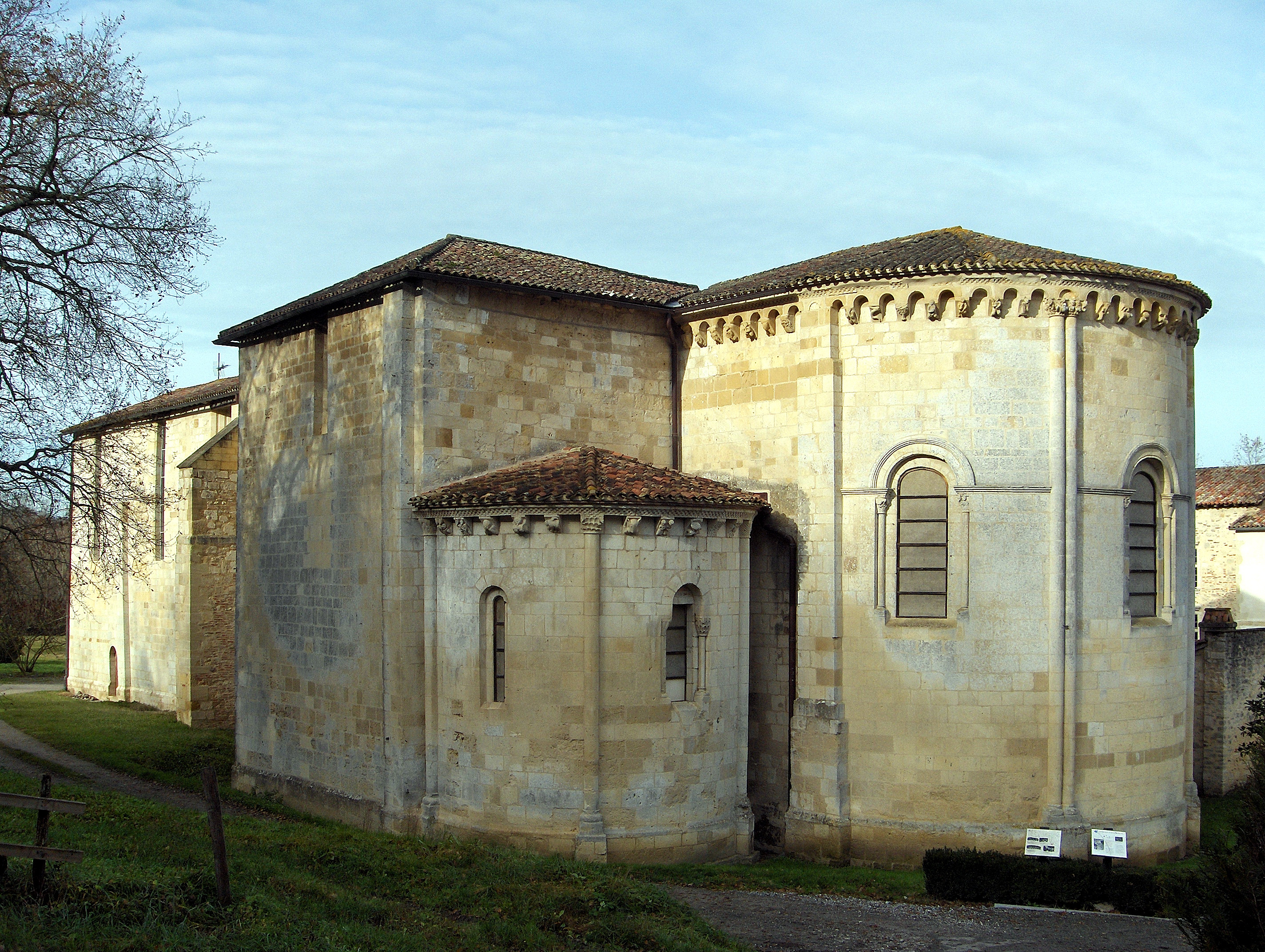
L'abbaye d'Arthous à Hastingues

- Saint-Paul-lès-Dax et son église Saint-Paul
- Dax, la cathédrale Notre-Dame, la fontaine chaude, les thermes
- Saint-Pandelon
- Cagnotte ; l'abbaye de Cagnotte
- Cauneille
- Sorde-l'Abbaye ; l’abbaye Saint-Jean
- Hastingues ; l'Abbaye d'Arthous

#### Pyrénées-Atlantiques
- Arancou

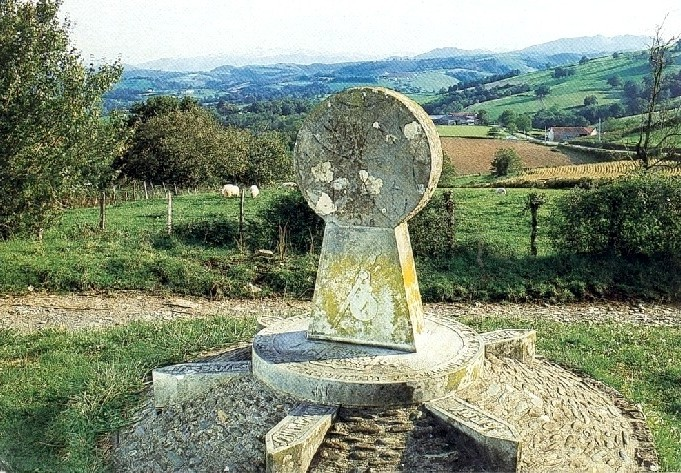
Stèle de Gibraltar

- Ostabat. Sur cette dernière étape, la jonction de fait avec deux autres chemins, la via Lemovicensis et la via Podiensis, au niveau du carrefour de Gibraltar.

Le chemin se poursuit au-delà, par la via Podiensis, le Camino navarro et le Camino francés, jusqu'à Saint-Jacques-de-Compostelle.

### Variantes de Paris à Tours par Chartres
Dès le départ de Paris, l'itinéraire se dirigeant par le sud-ouest vers Chartres, plutôt que par le sud vers Orléans, est une alternative classique, un peu plus longue mais généralement plus bucolique.
Il existe là encore plusieurs jalonnements possibles, qui peuvent faire passer la distance à parcourir d'une petite centaine de kilomètres à plus de cent quarante kilomètres par le GR 655.
Les jalons et étapes ci-après correspondent justement au GR 655 OT.

#### Paris
- Paris - Tour Saint-Jacques

La variante se sépare de l'itinéraire direct à la place Denfert-Rochereau (ou bien à l'angle de la rue Saint-Jacques et du boulevard Arago) pour se diriger vers la Porte de Vanves, en vue de rejoindre la Coulée verte du sud parisien qui débute à Malakoff.

#### Hauts-de-Seine
- Malakoff
- Châtillon
- Bagneux
- Fontenay-aux-Roses
- Sceaux
- Châtenay-Malabry
- Antony

#### Essonne
- Verrières-le-Buisson, forêt de Verrières
- Igny, dont raccourci-variante par la gare d'Igny sur la ligne C du RER d'Île-de-France
- Vauhallan, Abbaye Saint-Louis-du-Temple : couvent de Bénédictines, hébergement pèlerin
- Plateau de Saclay (communes de Saclay et Palaiseau)
- Gare de Lozère sur la ligne B du RER d'Île-de-France (commune de Palaiseau), séparation avec le GR 655 est, qui rejoint Tours par Orléans)
- Orsay
- Bures-sur-Yvette
- Gif-sur-Yvette
- Gare de Courcelle-sur-Yvette sur la ligne B du RER d'Île-de-France

Puis, après être entré brièvement en Yvelines au passage par Saint-Rémy-lès-Chevreuse, l'itinéraire revient en Essonne et utilise le tracé de l'ancienne ligne de Sceaux
- Montabé (200 mètres hors chemin, hameau de la commune de Boullay-les-Troux)
- Boullay-les-Troux (300 mètres hors chemin)
- La Gare-de-Boullay (hameau de la commune de Boullay-les-Troux)
- Pecqueuse

#### Yvelines

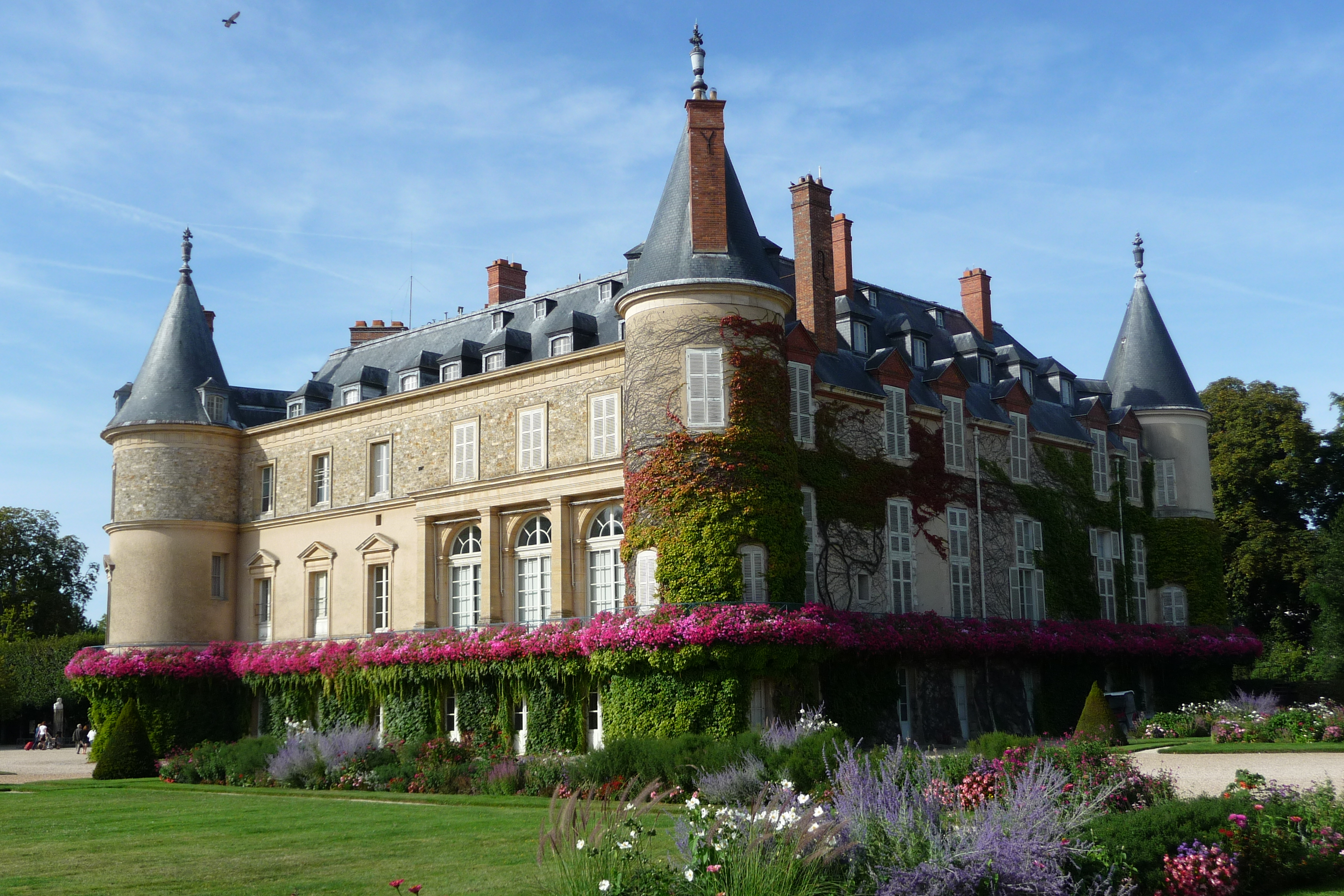
Le château de Rambouillet

- Saint-Rémy-lès-Chevreuse, gare de Saint-Rémy-lès-Chevreuse sur la ligne B du RER d'Île-de-France (100 mètres hors chemin)
- Bonnelles, après être revenu brièvement en Essonne au passage par les communes de Boullay-les-Troux et Pecqueuse
- La Bâte (hameau de la commune de Longvilliers)
- Longvilliers
- Saint-Arnoult-en-Yvelines
- Rambouillet, le Château de Rambouillet
- Gazeran
- Saint-Hilarion
- Émancé, puis Chaleine (hameau de la commune d'Émancé)

#### Eure-et-Loir
L'association des amis de Saint-Jacques d'Eure-et-Loir « Compostelle 28 » balise et entretient les 3 itinéraires Euréliens
- Droue-sur-Drouette
- km 1650 : Épernon, le prieuré Saint-Thomas fondé en 1052 accueille les pèlerins (réservation conseillée)
- Hanches
- Saint-Martin-de-Nigelles
- Le Clos Verdelet (commune de Villiers-le-Morhier)
- Maintenon (chef-lieu puis hameau de Maingournois)
- Saint-Piat (hameaux de Changé et Grogneul, puis chef-lieu)
- Soulaires
- La Dalonne (commune de Jouy)
- Saint-Prest (chef-lieu, puis hameau de La Villette)
- Champhol
- Lèves
- km 1625 : Chartres, la cathédrale Notre-Dame
- Le Coudray
- Les Ardrets (commune de Morancez)
- Lambert (commune de Barjouville)
- Le Boisseau puis La Varenne et Loché rue de la Barrière (commune de Ver-lès-Chartres)
- Thivars (chef-lieu puis hameau de Goindreville)
- Spoir (commune de Mignières)
- Mont-les-Tertres puis Trizay (commune de Nogent-sur-Eure)
- Bailleau-le-Pin (hameau de Hauville, puis chef-lieu, puis hameau de Harville)
- Bonneval, l’abbaye Saint-Florentin
- Châteaudun, l’église Saint-Jean-de-la-Chaîne, l’église de la Madeleine, l’église Saint-Valérien et la Sainte-Chapelle
- Cloyes-sur-le-Loir, son prieuré

Via Turonensis par Chartres (Eure-et-Loir)
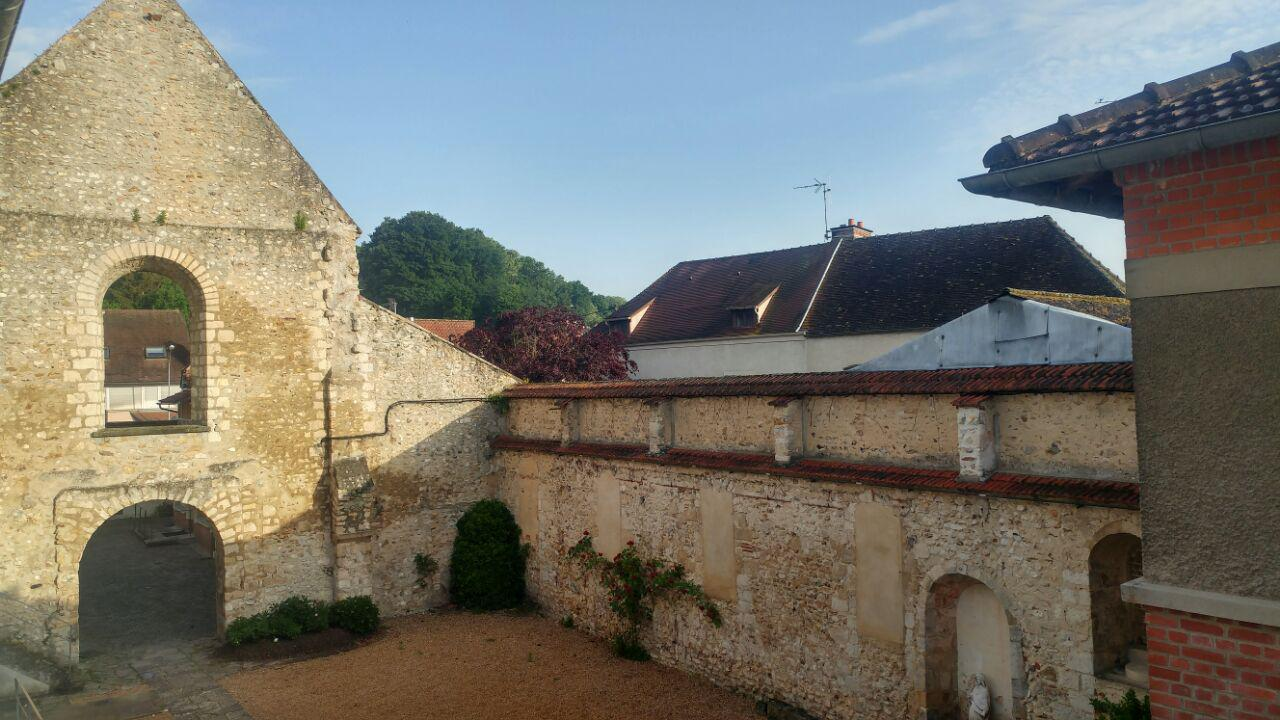
Prieuré d'Épernon.
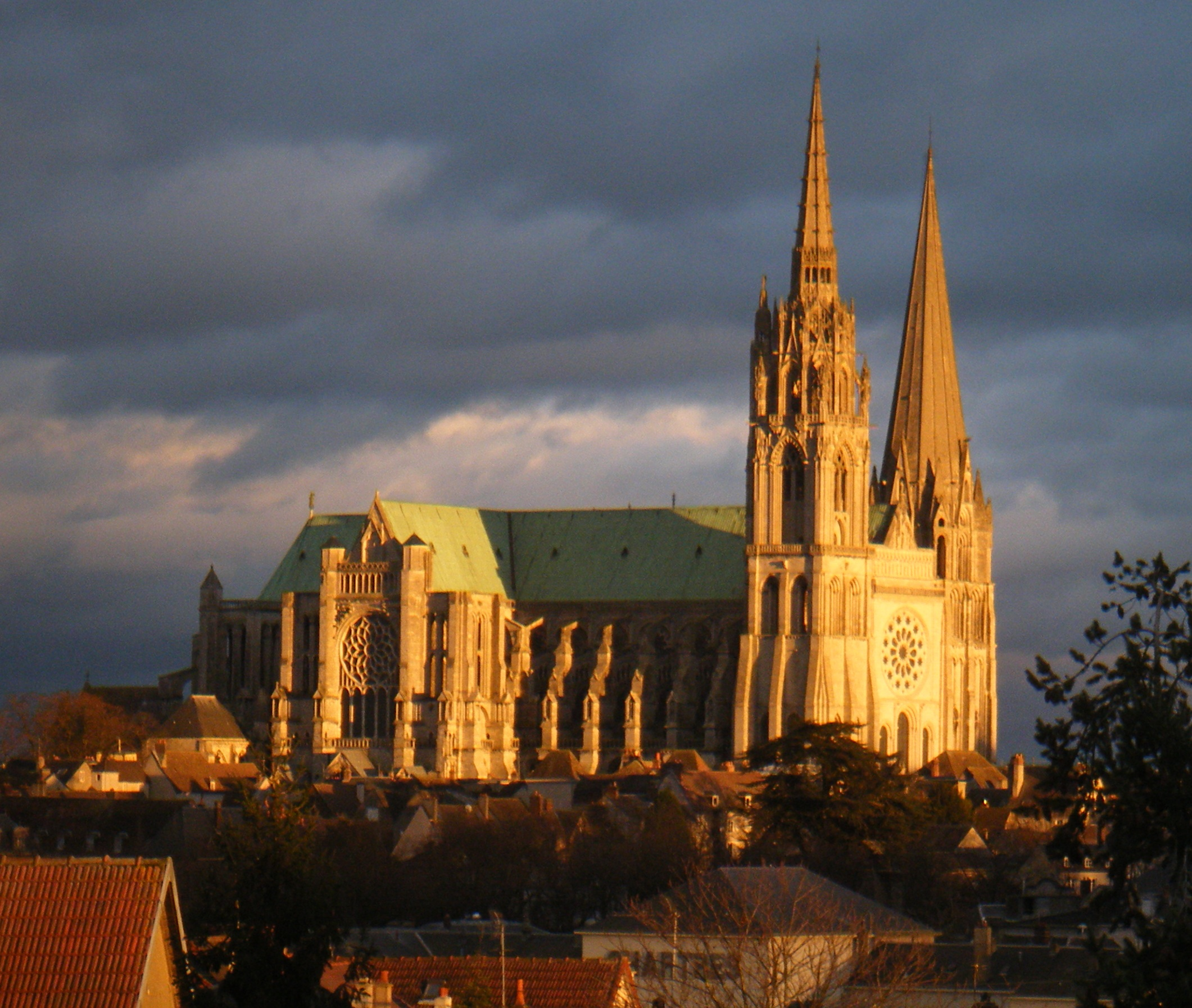
Cathédrale de Chartres.
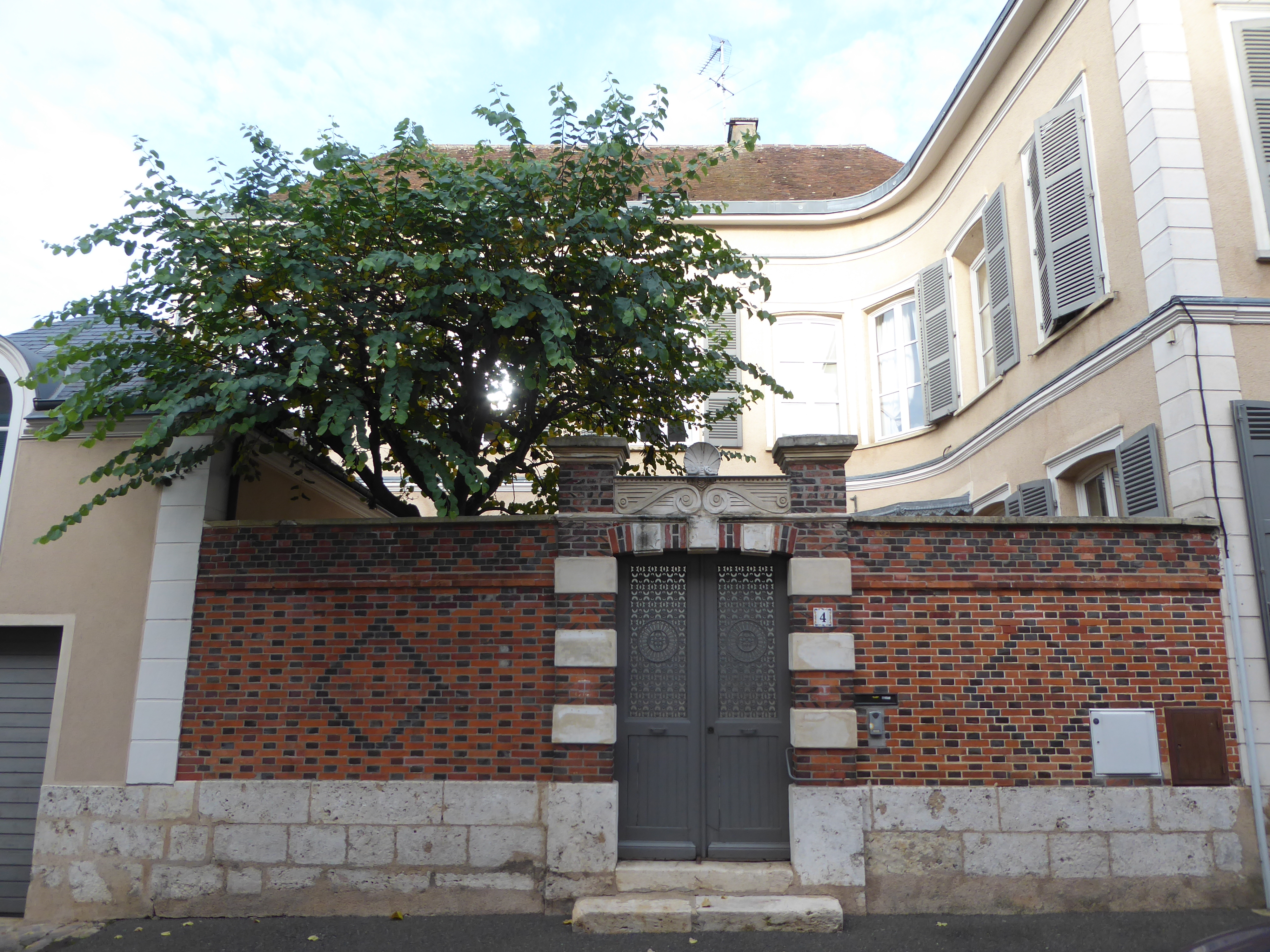
Portail surmonté d'une coquille Saint-Jacques, Chartres.
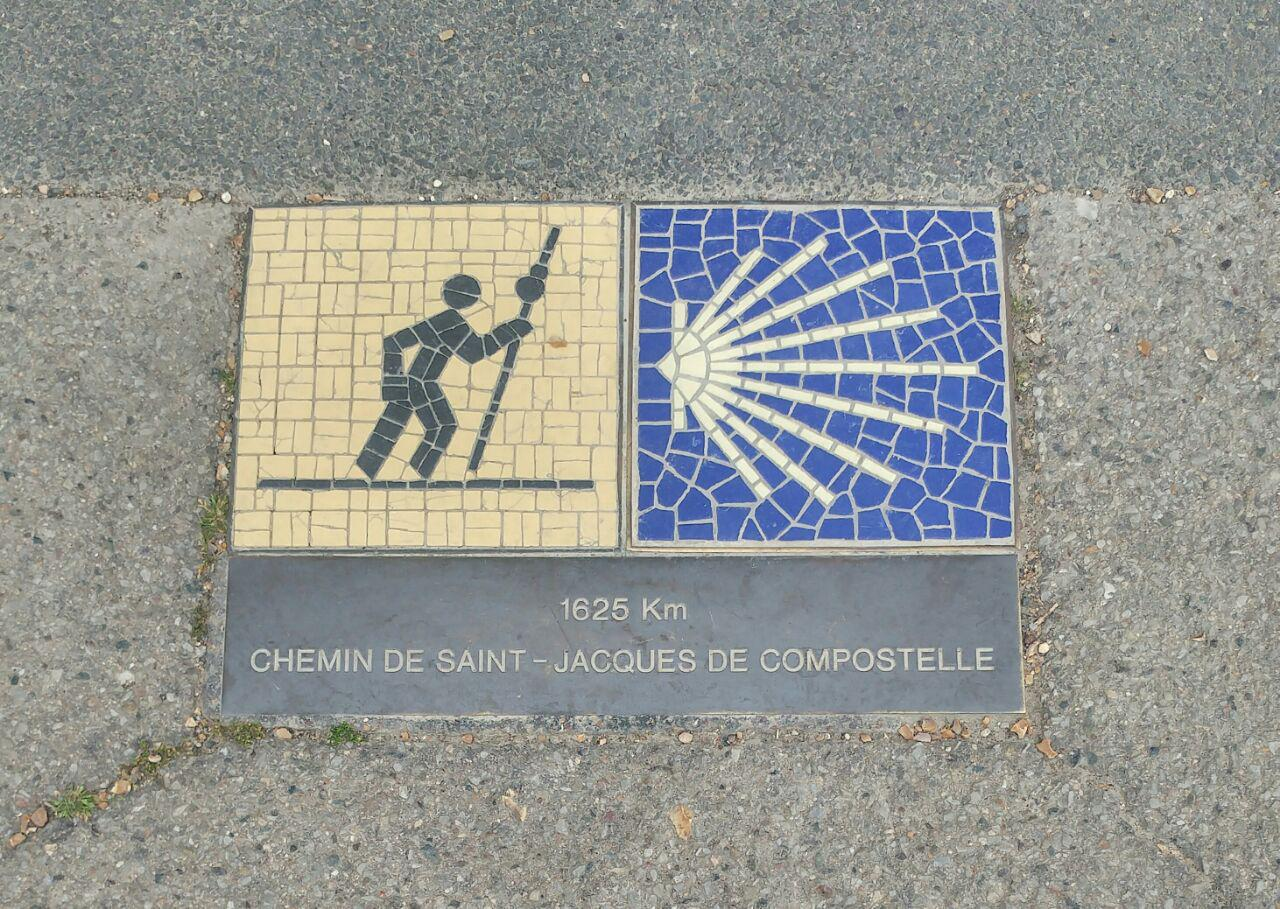
Plaque à la cathédrale de Chartres : 1 625 km.
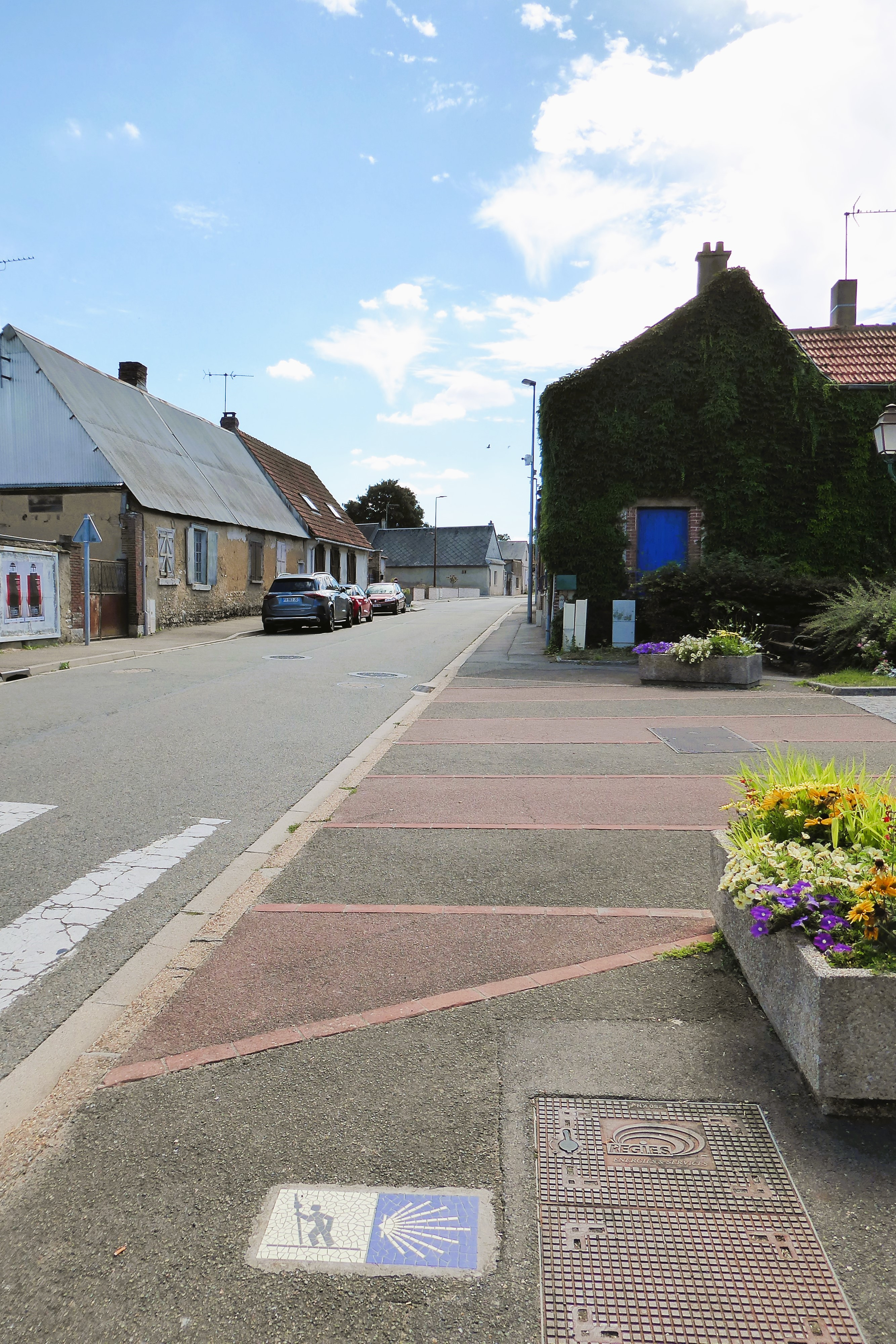
Loché, Ver-lès-Chartres.

#### Loir-et-Cher
- Fréteval, l’église Saint-Nicolas et le Château de Fréteval
- Vendôme l’église de la Madeleine, l’ancienne abbaye de la Trinité et la Collégiale Saint-Georges
- Lavardin, l’église Saint-Genest et les vestiges du château féodal des comtes de Vendôme
- Montoire-sur-le-Loir, son prieuré et les fresques de la chapelle Saint-Gilles
- Saint-Jacques-des-Guérets, l’église Saint-Jacques

#### Indre-et-Loire
- Château-Renault, l’église Saint-André
- Monnaie
- Tours

### Variante locale de Paris à Rambouillet par Versailles
Cet itinéraire traverse Hauts-de-Seine et Yvelines sans se rendre dans Essonne.

#### Hauts-de-Seine
- Issy-les-Moulineaux
- Meudon
- Chaville

#### Yvelines
- Versailles
- Guyancourt
- Magny-les-Hameaux, près des ruines et du musée de Port-Royal-des-Champs
- Saint-Lambert-des-Bois, le prieuré Saint Benoît accueille les pèlerins (réservation conseillée)[6]
- Dampierre-en-Yvelines, hébergement disponible à la Maison de Fer (réservation obligatoire)[7]
- Senlisse
- Cernay-la-Ville, près des ruines de l'abbaye des Vaux-de-Cernay
- Rambouillet

### Variante d'Orléans à Blois par Beaugency
Cette variante, en rive droite de la Loire, concerne évidemment l'itinéraire principal par Orléans et non la variante par Chartres décrite ci-dessus.

#### Loiret
- Orléans
- La Chapelle-Saint-Mesmin
- Saint-Ay
- Meung-sur-Loire
- Beaugency

#### Loir-et-Cher
- Lestiou
- Suèvres
- Cour-sur-Loire
- Menars
- Blois

### Variante de Poitiers à Bordeaux par Angoulême

#### Vienne
- Poitiers
- Chauvigny, la collégiale Saint-Pierre
- Nouaillé-Maupertuis
- Charroux, l'église Saint-Sauveur
- Saint-Maurice-la-Clouère et son prieuré
- Civray, son prieuré

#### Charente
- Nanteuil-en-Vallée, l'abbaye Notre-Dame
- Ruffec, l'église Saint-André
- Tusson, l'abbaye

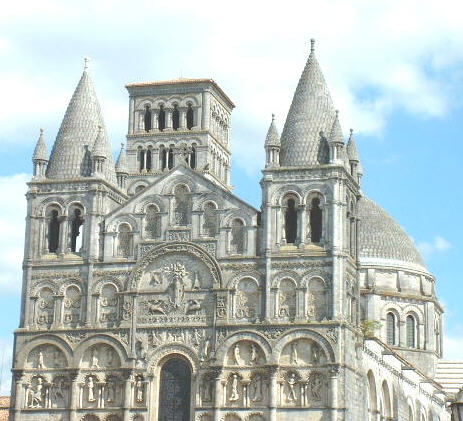
Cathédrale Saint-Pierre d'Angoulême

- Marcillac-Lanville, prieuré de Lanville
- Saint-Amant-de-Boixe, l'abbatiale
- Angoulême, la cathédrale Saint-Pierre
- La Couronne, l'abbaye Notre-Dame
- Mouthiers-sur-Boëme, l'église Saint-Hilaire
- Charmant, l’église Notre-Dame

- Plassac, l'église Saint-Cybard

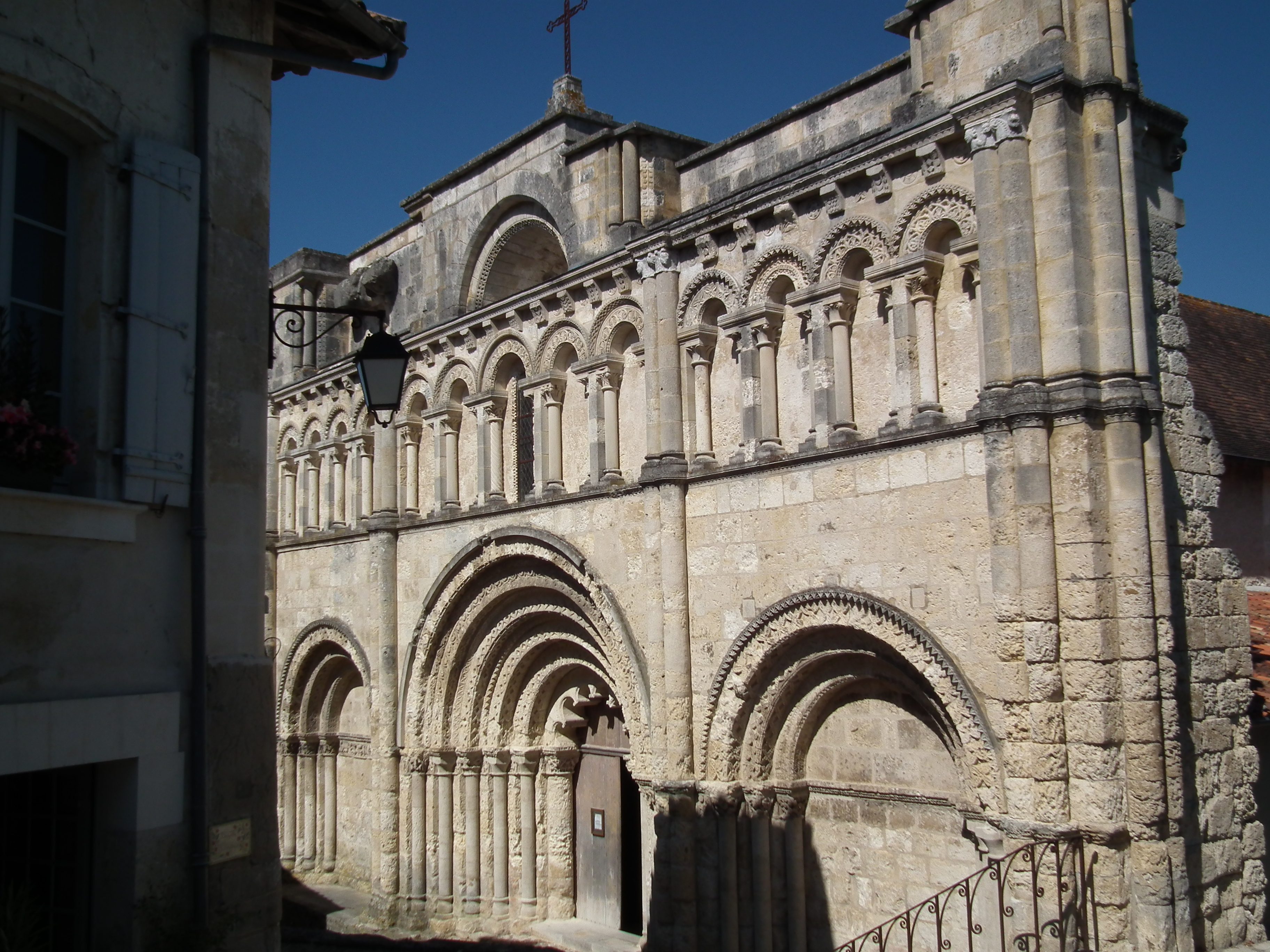
L'église Saint-Jacques d'Aubeterre

- Cressac-Saint-Genis, la chapelle des Templiers
- Aignes-et-Puypéroux, l’abbaye Saint-Gilles
- Montmoreau-Saint-Cybard, l’église Saint-Denis
- Aubeterre-sur-Dronne, l’église Saint-Jacques

Le chemin de Saint-Jacques parcourt 175 km dans le département de la Charente. Mais les chemins en Charente ont été multiples.

#### Dordogne

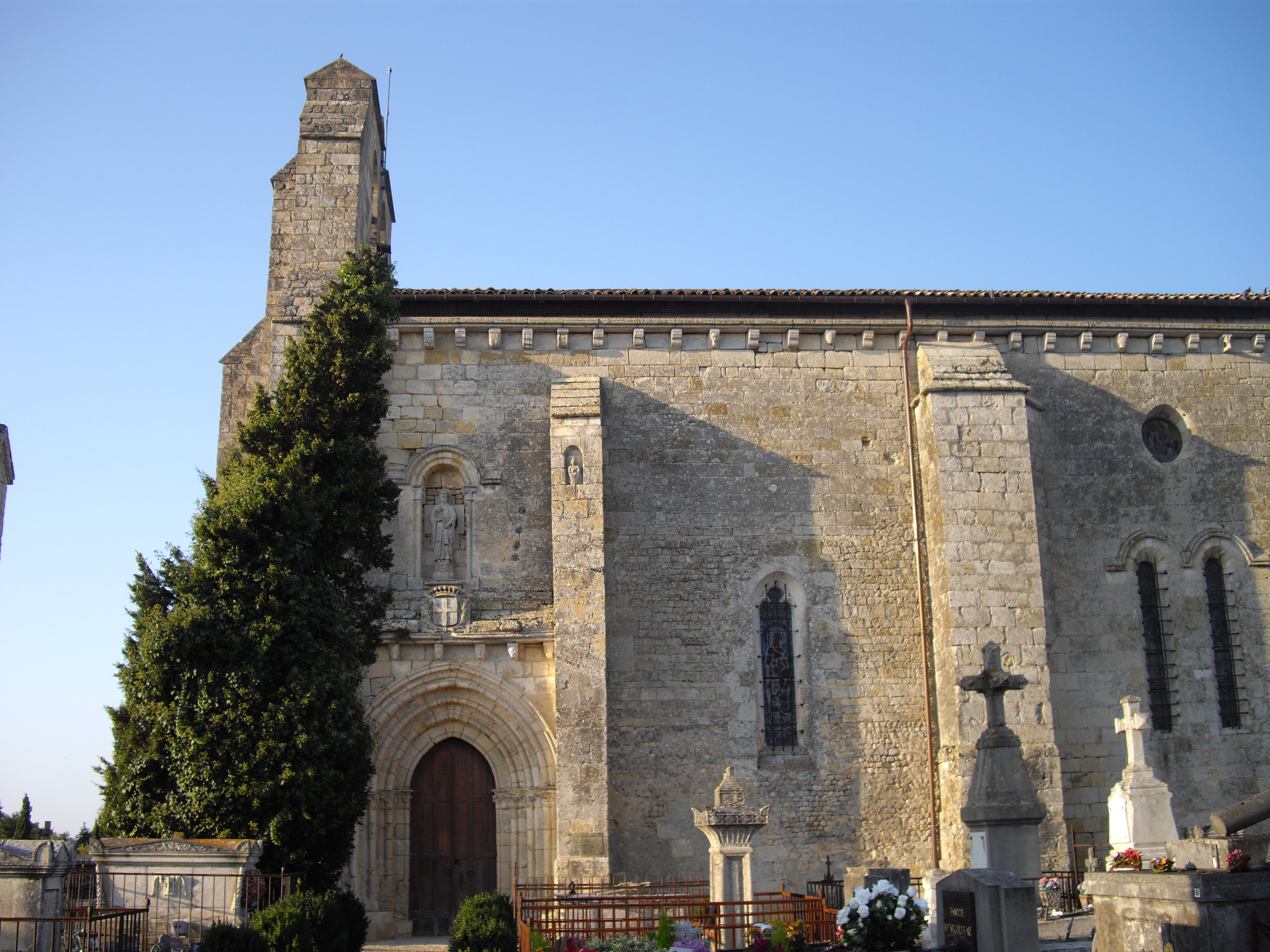
Église Saint-Pierre de La Sauve

- Saint-Aulaye, église Sainte-Eulalie; vers Bordeaux, mais le pèlerin pouvait décider d'aller vers Sainte-Foy-la-Grande :
- Montpon
- Saint-Méard-de-Gurçon

#### Gironde

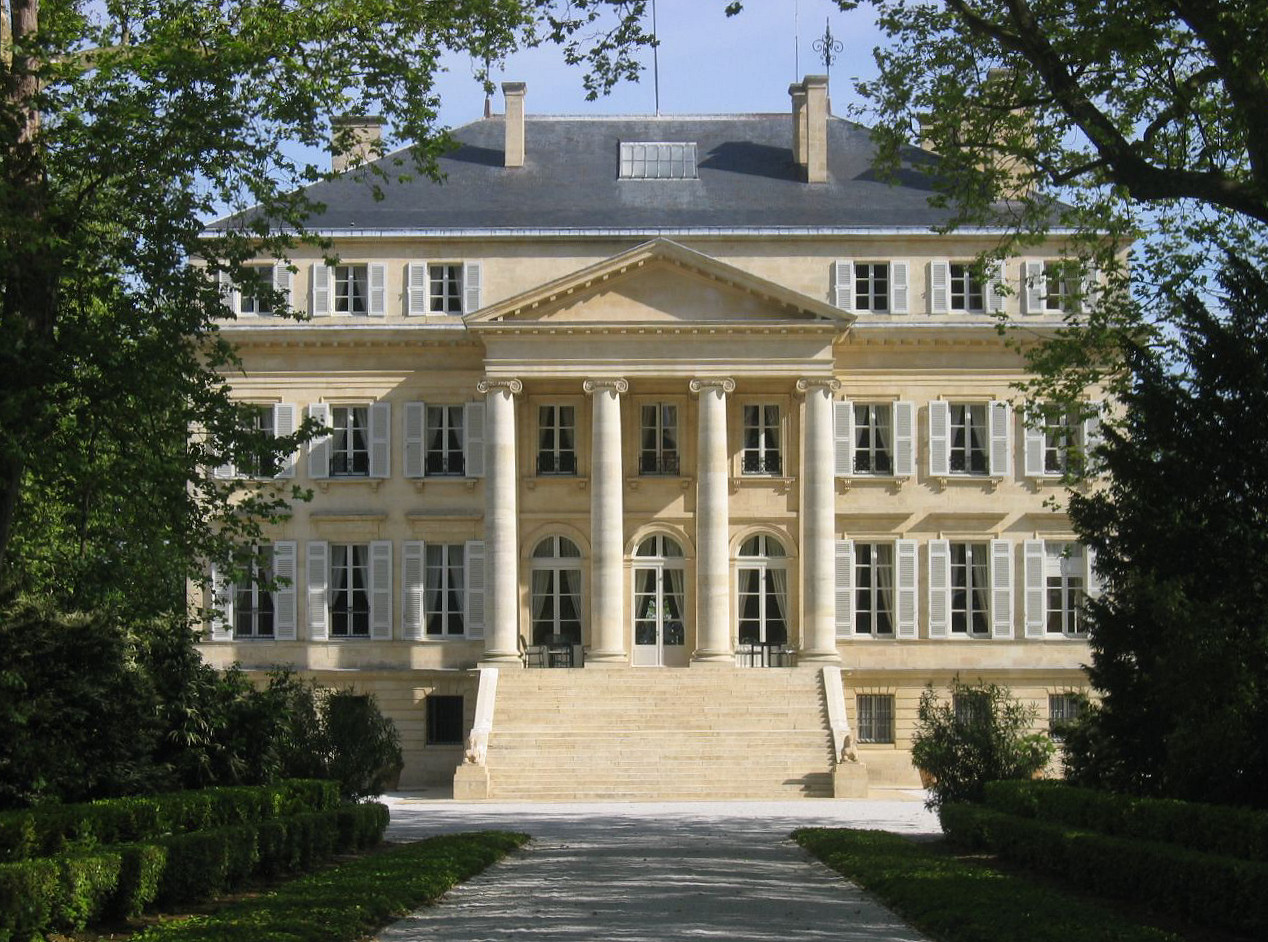
Le château Margaux (mai 2005)

- Coutras, l’église Saint-Jean-Baptiste
- La Sauve, l’abbaye de La Sauve-Majeure et l'église Saint-Pierre (voie secondaire non balisée)
- ou Sainte-Foy-la-Grande (via Lemovicensis)
- Bordeaux

### Variante "voie du Médoc" de Blaye à Bordeaux par la rive gauche de la Gironde

#### Gironde
- Blaye
- Lamarque
- Margaux
- Arsac
- Le Pian-Médoc,
- Blanquefort
- Le Bouscat
- Bordeaux

### Branches affluentes

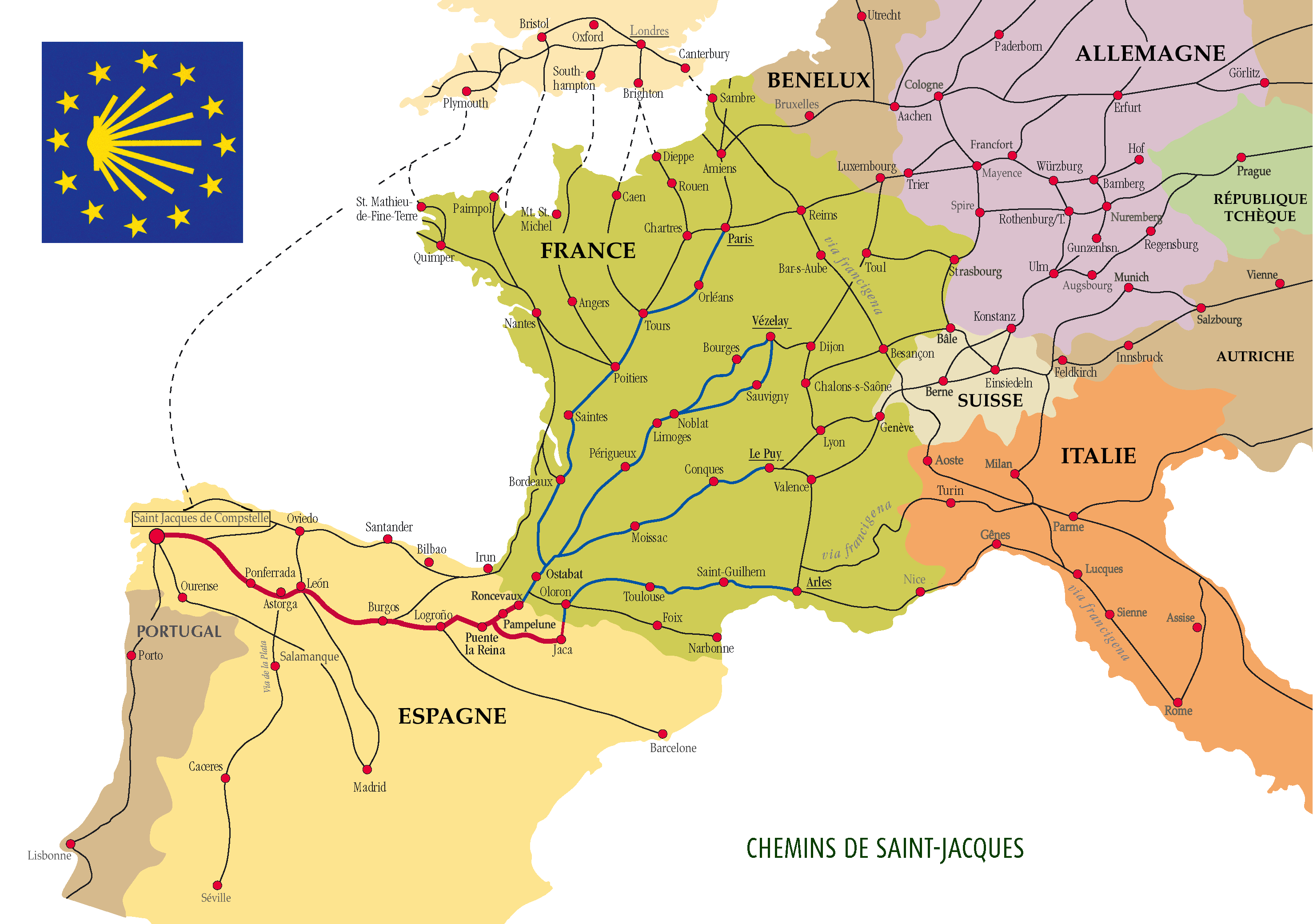
Chemins contemporains en Europe pour se rendre à Saint-Jacques-de-Compostelle.

#### En venant de l'Angleterre
Quel que soit le point de départ en Angleterre, la majorité des pèlerins venant du sud de la Grande-Bretagne qui choisissaient de passer par la France, traversaient la Manche et rejoignaient le plus souvent la via Turonensis, par diverses branches affluentes :
- Depuis le Mont-Saint-Michel, via Rennes, Nantes jusqu'à Bordeaux ou via Angers, Parthenay, Niort, jusqu'à Aulnay ou via Angers jusqu'à Poitiers ;
- Depuis Paimpol, via Nantes jusqu'à Bordeaux ;
- Depuis Saint-Mathieu de Fine-Terre, via Quimper et Nantes jusqu'à Bordeaux ;
- Depuis Caen jusqu'à Tours ;
- Depuis Dieppe, via Rouen et Chartres jusqu'à Tours ;
- Depuis Calais, via Amiens jusqu'à Paris.

#### En venant de Belgique et Luxembourg
Les pèlerins venant du nord de la Belgique, ou plus en amont depuis les Pays-Bas, le nord de l'Allemagne ou le Danemark, pouvaient rejoindre la via Turonensis à Paris, via Bruxelles, Tournai, Valenciennes, Cambrai, et Amiens.
Les pèlerins venant du sud-est de la Belgique ou du Luxembourg pouvaient soit rejoindre vers l'ouest la via Turonensis à Paris via Reims, soit partir au sud vers la via Lemovicensis qu'ils rejoignaient à Vézelay, via Toul et Dijon.

## Sources
- Lepère François, Terrien Yvette, « Sur le Chemin de Saint-Jacques-de-Compostelle - La via Turonensis, le chemin vers l'Atlantique », Éditions Lepère, 2010
- Lepère François, Heckmann Céline, « Sur le Chemin de Saint-Jacques-de-Compostelle - La via Turonensis par Chartres », Éditions Lepère, 2015
- « Les Chemins de Saint-Jacques-de-Compostelle en Europe », carte éditée par Cité 4, La Balaguère et La Pèlerine
- Cartes de randonnée IGN au 1:25000e : 2314 OT, 2315 OT (« Palaiseau-Arpajon - Forêt de Verrières »), 2215 OT, 2216 OT, 2115 O, etc.
- Géoportail (http://www.geoportail.fr) - sélectionner l'affichage "Carte IGN" et l'échelle "1:16000" ou "1:8000"